# 蔚山沖海戦
蔚山沖海戦（うるさんおきかいせん）は、日露戦争での日本海軍とロシア海軍との間の海戦である。英語では時に Battle of the Japanese Sea とも呼ばれるため日本海海戦（Battle of Tsushima）と混同しないよう注意が必要である。

## 背景
ウラジオストクを母港とするロシア帝国・ウラジオストク巡洋艦隊の装甲巡洋艦「ロシア」「グロモボーイ」「リューリク」（以下ウラジオストク艦隊、浦塩艦隊とも）は、旅順の主力艦隊とは別行動を取り、日露戦争開戦後、活発な通商破壊戦を繰り返していた。日本軍は主力艦隊の遊撃部隊で上村彦之丞中将を司令長官とする第二艦隊（装甲巡洋艦「八雲」、「浅間」、第4・第5駆逐隊は第一艦隊に臨時編入）を派遣し、ウラジオストク艦隊を捜索したが、捕捉できなかった。
6月15日には陸軍兵士を輸送中の「常陸丸」「和泉丸」が撃沈され「佐渡丸」が大破、須知源二郎中佐以下の近衛後備歩兵第1連隊等の兵員千名余りが戦死した（常陸丸事件）。さらに7月にはウラジオストク艦隊は東京湾の沖に出現した。
この通商破壊戦は日本の帝国議会でも問題になり、上村が濃霧のためウラジオストク艦隊を見失ったと東京の大本営に打電したところ、ある議員は「濃霧、濃霧、逆さに読めば無能なり」と野次った。民衆は怒り狂って上村の自宅へ投石し、上村を露探（ろたん＝ロシアのスパイ）呼ばわりした。
8月10日、旅順艦隊がウラジオストクへの脱出を目的として出撃した。旅順は通信手段を絶たれていたため、その情報は単独で芝罘に向かった駆逐艦レシーチェリヌイにより伝えられ、11日夕刻にその情報が届いたウラジオストクではイェッセン少将が出撃を命じられた。すでに旅順艦隊は黄海海戦で敗北し多くは旅順に引き返し、残りも「ノヴィーク」を除いてウラジオストク行きを断念していたがその情報は届きようが無かった。イェッセンは翌日「ロシア」「グロモボーイ」「リューリク」を率いて出撃し朝鮮海峡へと向かった。出撃の1時間30分後に、旅順艦隊の脱出は失敗しそのため出撃の必要はないとの報がもたらされ水雷艇がイェッセンの艦隊を追ったが追いつけなかった。ウラジオストク艦隊は夜間は単縦陣、昼間は北上してくる旅順艦隊を発見しやすいように3から5海里ほど間隔を空けた単横陣で航行していた。イェッセンは旅順艦隊と会合できなくても釜山の位置より南へは行かないよう命じられていた。
一方日本側では黄海海戦後、南方へ逃走した巡洋艦群を追わせるため連合艦隊司令長官の東郷平八郎が上村に出動を命じた。上村は主力の第二戦隊のみを率い済州島付近まで到達したが、合流した第六戦隊からの情報で対馬へ引き返し、膠州湾に入りそれから行方がわからなくなったロシア巡洋艦「ノヴィーク」が対馬海峡を通過する可能性やウラジオストク艦隊に備えた。引き返す途上で第四戦隊に、13日夜は4隻バラバラとなって東水道を警戒するように通達し、自身の第二戦隊は西水道へ向かわせた。

## 海戦経過

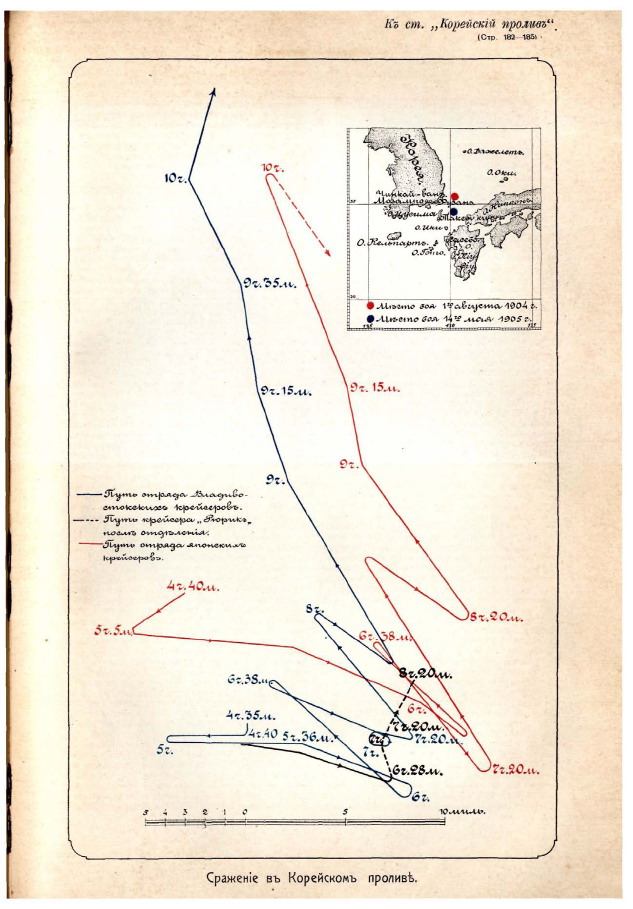
ロシア側の図

8月14日午前4時25分、蔚山南方を南下中であった上村率いる装甲巡洋艦「出雲」「吾妻」「常磐」「磐手」からなる第二戦隊は左舷前方に灯火を発見し、4時50分にそれがウラジオストク艦隊であると確認した。一方、ウラジオストク艦隊の方も4時30分に北方に日本艦隊を発見している。ウラジオストク艦隊は南に向けて逃走を図ったが、敵発見の報を受けて南から北上してくる「浪速」を発見し、一戦を交えるのもやむなしと北北西に転針。それを受けて第二戦隊も東南東に変針した。
両艦隊の距離は縮まり、5時23分に距離8400メートルで砲戦が開始された。砲戦では双方に損害が生じたが、5時36分にウラジオストク艦隊が右に変針すると最後尾のリューリクは集中砲火を受けて遅れ艦長エフゲニー・トルーソフ大佐が戦死した。6時、グロモボーイとロシアは16点回頭を行い、リューリクとともに北西に向かった。そのため第二戦隊も北西微西に変針し戦闘を続行した。6時30分、リューリクは舵機損傷により戦列を外れた。以後、グロモボーイとロシアはリューリクを援護しようとし日本第二戦隊との交戦を続けたが、ロシアの損害も大きくなりリューリクも損害がひどく救えない状態になったため7時54分（45分）ごろにグロモボーイとロシアは北へ逃走した。8時8分ごろグロモボーイとロシアは再度第二戦隊に向かい、このときの戦闘でリューリクの放った砲弾が磐手に命中し磐手で死傷者75名を出すということもあったが、イェッセンはリューリク救援を断念して8時22分には再び北へ向かった。このときには第四戦隊の浪速と高千穂が接近して来ていたが、イェッセン少将は第二戦隊を残りの2艦に引きつければ損傷した「リューリク」も防護巡洋艦2隻を破って帰還できるのではないかと期待していた。
上村は第四戦隊にリューリクを任してグロモボーイとロシアを追撃したが、出雲の弾薬が欠乏したとの報告を受けたため10時4分に追撃をやめた。この際、あまりの騒音と喧騒にて、隣の人間とも話もできなかったため、上村に弾薬欠乏を伝えようとした参謀が黒板でもって「ワレ残弾ナシ」と書いて伝えると、それを見た上村は悔しさからか、黒板を参謀から奪い取って床に投げつけ、それを何度も踏みつけたという。ただし、出雲の弾薬は弾庫では少なくなっていても大部分は弾薬通路にあったともいう。第二戦隊の追撃中止により、グロモボーイとロシアは二日後にウラジオストクに帰還している。両艦の人的被害はイェッセンの報告によれば戦死140、負傷319であり、一方第二戦隊の方は戦死45、負傷55であった。
瓜生少将率いる浪速と高千穂はリューリクに対し8時42分に砲撃を開始した。リューリクは魚雷を発射したり衝角攻撃を試みるなど抵抗を続けたが10時ごろには沈黙、指揮をとっていたコンスタンチン・イワノフ＝トゥリナーッツァッチ大尉は自沈を命じリューリクは沈没した。リューリクの沈没後日本側は救助作業を行い626名を救助した。

## 戦後

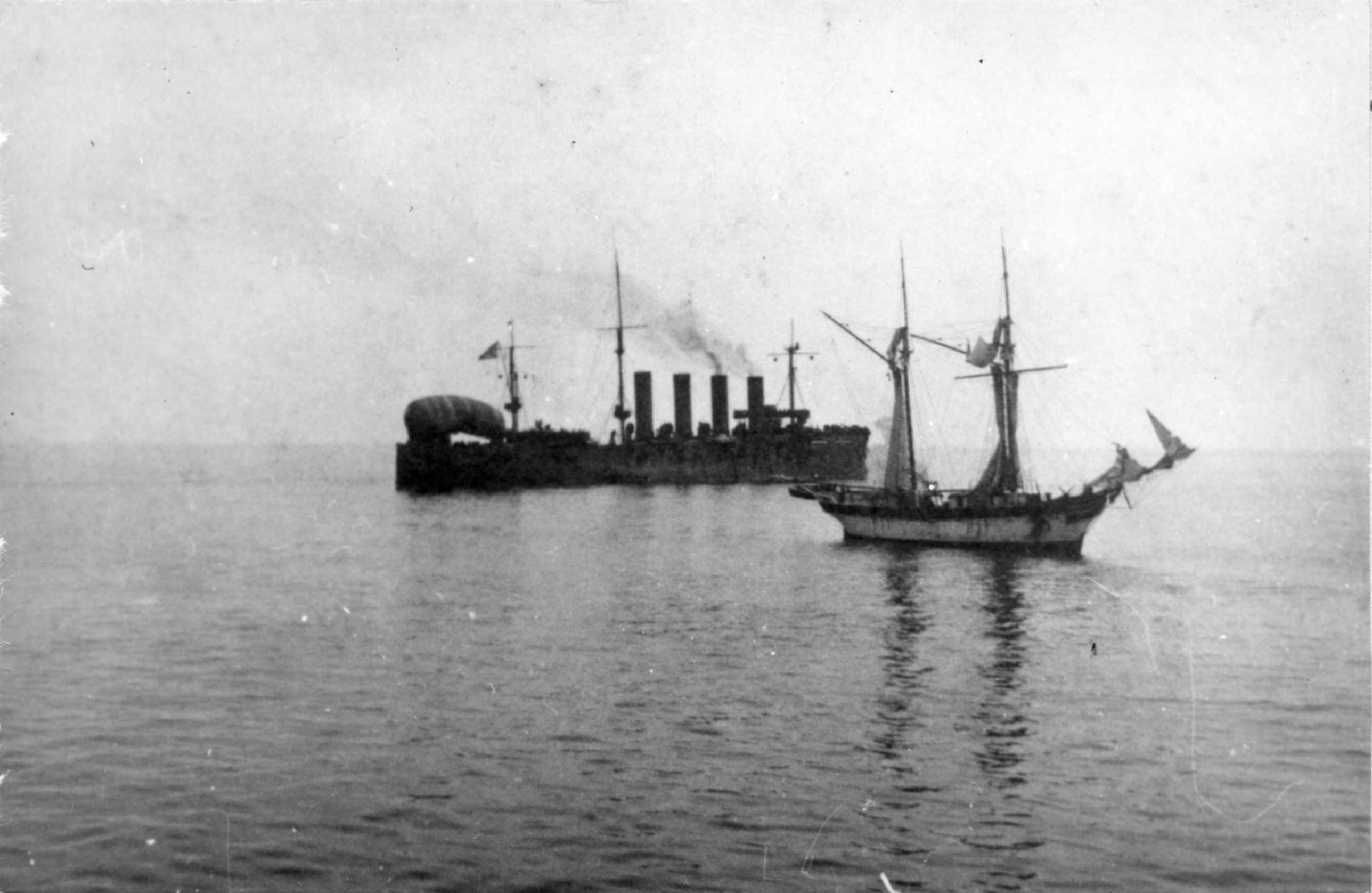
1905年4月26日に撮影された装甲巡洋艦「ロシア」と日本のスクーナー

ウラジオストクに逃げ込むことができた装甲巡洋艦2隻は、船体自体に大きな損害はなかったが、上甲板上の破孔の修理は物資や労働力の不足により遅々として進まなかった。年も明けた1905年に修理を終えた2隻は1905年4月25日に日本列島近海へ軍事任務を帯びて出航した。しかし、「グロモボーイ」は5月11日に触雷し再びドック入りすることとなった。以降は2隻の活動は不活発となり大局に影響を与えず、日本軍は日本海の制海権確保に成功した。
またウラジオストク艦隊に所属し太平洋にて別行動を取っていた補助巡洋艦「レナ」は黄海海戦、蔚山沖海戦などの報を受け太平洋を渡りサンフランシスコにまで逃走、抑留された。
先の黄海海戦と蔚山沖海戦の戦死者葬儀は1904年8月28日に佐世保と東京で執り行われた。